# Wereldbeker rodelen 2017/2018
De wereldbeker rodelen (op kunstijsbanen) in het seizoen 2017/2018 (officieel: Viessmann Luge World Cup 2017/2018) begon op op 18 november 2017 en eindigde op 28 januari 2018. De competitie werd georganiseerd door de FIL.
De competitie omvatte dit seizoen negen wedstrijden met de drie traditionele onderdelen bij het rodelen. Bij de mannen individueel en dubbel en bij de vrouwen individueel. Bij zes wedstrijden wordt er een landenwedstrijd georganiseerd waarover eveneens een wereldbekerklassement wordt opgemaakt. 
De titels gingen dit seizoen naar de Duitser Felix Loch (individueel), het Duitse duo Toni Eggert en Sascha Benecken (dubbel) bij de mannen, de Duitse Natalie Geisenberger (individueel) bij de vrouwen en Duitsland in het landenklassement.

## Wereldbekerpunten
In elke wereldbekerwedstrijd zijn afhankelijk van de behaalde plaats een vast aantal punten te verdienen. De rodelaar met de meeste punten aan het eind van het seizoen wint de wereldbeker. De top 24 bij de solisten en de top 20 bij de dubbel na de eerste run gaan verder naar de tweede run, de overige deelnemers krijgen hun punten toegekend op basis van hun klassering na de eerste run. De onderstaande tabel geeft de punten per plaats weer.
| Plaats | 1   | 2  | 3  | 4  | 5  | 6  | 7  | 8  | 9  | 10 | 11 | 12 | 13 | 14 | 15 | 16 | 17 | 18 | 19 | 20 | 21 | 22 | 23 | 24 | 25 | 26 | 27 | 28 | 29 | 30 | 31 | 32 | 33 | 34 | 35 | 36 | 37 | 38 | 39 | 40+ |
| Punten | 100 | 85 | 70 | 60 | 55 | 50 | 46 | 42 | 39 | 36 | 34 | 32 | 30 | 28 | 26 | 25 | 24 | 23 | 22 | 21 | 20 | 19 | 18 | 17 | 16 | 15 | 14 | 13 | 12 | 11 | 10 | 9  | 8  | 7  | 6  | 5  | 4  | 3  | 2  | 1   |

## Mannen individueel

### Uitslagen
| Datum | Plaats      | Opmerking | Eerste              | Tweede              | Derde               |
| --- | ----------- | --------- | ------------------- | ------------------- | ------------------- |
| 19/11/2017                                                                                                  | Innsbruck   |           | Semjon Pavlitsjenko | Wolfgang Kindl      | Felix Loch          |
| 26/11/2017                                                                                                  | Winterberg  |           | Kevin Fischnaller   | Felix Loch          | Stepan Fjodorov     |
| 26/11/2017                                                                                                  | Winterberg  | Sprint    | Felix Loch          | Semjon Pavlitsjenko | Nico Gleirscher     |
| 03/12/2017                                                                                                  | Altenberg   |           | Felix Loch          | Roman Repilov       | Andi Langenhan      |
| 09/12/2017                                                                                                  | Calgary     |           | Felix Loch          | Samuel Edney        | Roman Repilov       |
| 16/12/2017                                                                                                  | Lake Placid |           | Roman Repilov       | Semjon Pavlitsjenko | Tucker West         |
| 16/12/2017                                                                                                  | Lake Placid | Sprint    | Wolfgang Kindl      | Johannes Ludwig     | Taylor Cloy Morris  |
| 07/01/2018                                                                                                  | Königssee   |           | Wolfgang Kindl      | Armin Frauscher     | Johannes Ludwig     |
| 14/01/2018                                                                                                  | Oberhof     |           | Felix Loch          | Semjon Pavlitsjenko | Andi Langenhan      |
| 21/01/2018                                                                                                  | Lillehammer |           | Dominik Fischnaller | Roman Repilov       | Wolfgang Kindl      |
| 21/01/2018                                                                                                  | Lillehammer | Sprint    | Semjon Pavlitsjenko | Wolfgang Kindl      | Dominik Fischnaller |
| 28/01/2018                                                                                                  | Sigulda     |           | Semjon Pavlitsjenko | Felix Loch          | Roman Repilov       |
| 28/01/2018                                                                                                  | Sigulda     | Sprint    | Roman Repilov       | Jozef Ninis         | Felix Loch          |
| 9 tot en met 25 februari 2018: Olympische Winterspelen 2018 in Pyeongchang (telt niet mee voor wereldbeker) |             |           |                     |                     |                     |

### Eindstanden
| Algemene wereldbeker | Algemene wereldbeker | Algemene wereldbeker | Algemene wereldbeker |
| #                    | Atleet               | Land                 | Punten               |
| -------------------- | -------------------- | -------------------- | -------------------- |
| 1                    | Felix Loch           | GER                  | 923                  |
| 2                    | Wolfgang Kindl       | AUT                  | 838                  |
| 3                    | Roman Repilov        | RUS                  | 774                  |
| 4                    | Semjon Pavlitsjenko  | RUS                  | 773                  |
| 5                    | Johannes Ludwig      | GER                  | 655                  |
| 6                    | Andi Langenhan       | GER                  | 480                  |
| 7                    | Dominik Fischnaller  | ITA                  | 477                  |
| 8                    | Ralf Palik           | GER                  | 469                  |
| 9                    | Kevin Fischnaller    | ITA                  | 466                  |
| 10                   | Tucker West          | USA                  | 453                  |

| Sprintwereldbeker | Sprintwereldbeker   | Sprintwereldbeker | Sprintwereldbeker |
| #                 | Atleet              | Land              | Tijd              |
| ----------------- | ------------------- | ----------------- | ----------------- |
| 1                 | Wolfgang Kindl      | AUT               | 2:09.308          |
| 2                 | Felix Loch          | GER               | 2:09.829          |
| 2                 | Johannes Ludwig     | GER               | 2:09.829          |
| 4                 | Kevin Fischnaller   | ITA               | 2:10.187          |
| 5                 | Stepan Fjodorov     | RUS               | 2:10.385          |
| 6                 | Semjon Pavlitsjenko | RUS               | 2:10.525          |
| 7                 | Tucker West         | USA               | 2:11.345          |

## Mannen dubbel

### Uitslagen
| Datum | Plaats      | Opmerking | Eerste                                | Tweede                                | Derde                                           |
| --- | ----------- | --------- | ------------------------------------- | ------------------------------------- | ----------------------------------------------- |
| 19/11/2017                                                                                                  | Innsbruck   |           | Duitsland Toni Eggert Sascha Benecken | Italië Ludwig Rieder Patrick Rastner  | Duitsland Tobias Wendl Tobias Arlt              |
| 26/11/2017                                                                                                  | Winterberg  |           | Duitsland Toni Eggert Sascha Benecken | Duitsland Tobias Wendl Tobias Arlt    | Duitsland Robin Johannes Geueke David Gamm      |
| 26/11/2017                                                                                                  | Winterberg  | Sprint    | Duitsland Tobias Wendl Tobias Arlt    | Duitsland Toni Eggert Sascha Benecken | Duitsland Robin Johannes Geueke David Gamm      |
| 03/12/2017                                                                                                  | Altenberg   |           | Duitsland Toni Eggert Sascha Benecken | Oostenrijk Peter Penz Georg Fischler  | Duitsland Robin Johannes Geueke David Gamm      |
| 09/12/2017                                                                                                  | Calgary     |           | Duitsland Toni Eggert Sascha Benecken | Oostenrijk Peter Penz Georg Fischler  | Duitsland Tobias Wendl Tobias Arlt              |
| 16/12/2017                                                                                                  | Lake Placid |           | Duitsland Toni Eggert Sascha Benecken | Oostenrijk Peter Penz Georg Fischler  | Canada Tristan Walker Justin Snith              |
| 16/12/2017                                                                                                  | Lake Placid | Sprint    | Duitsland Toni Eggert Sascha Benecken | Oostenrijk Peter Penz Georg Fischler  | Letland Andris Šics Juris Šics                  |
| 07/01/2018                                                                                                  | Königssee   |           | Duitsland Tobias Wendl Tobias Arlt    | Duitsland Toni Eggert Sascha Benecken | Duitsland Robin Johannes Geueke David Gamm      |
| 14/01/2018                                                                                                  | Oberhof     |           | Duitsland Toni Eggert Sascha Benecken | Duitsland Tobias Wendl Tobias Arlt    | Oostenrijk Peter Penz Georg Fischler            |
| 21/01/2018                                                                                                  | Lillehammer |           | Duitsland Toni Eggert Sascha Benecken | Oostenrijk Peter Penz Georg Fischler  | Duitsland Tobias Wendl Tobias Arlt              |
| 21/01/2018                                                                                                  | Lillehammer | Sprint    | Oostenrijk Peter Penz Georg Fischler  | Duitsland Tobias Wendl Tobias Arlt    | Verenigde Staten Matt Mortensen Jayson Terdiman |
| 28/01/2018                                                                                                  | Sigulda     |           | Duitsland Toni Eggert Sascha Benecken | Letland Andris Šics Juris Šics        | Duitsland Tobias Wendl Tobias Arlt              |
| 28/01/2018                                                                                                  | Sigulda     | Sprint    | Duitsland Toni Eggert Sascha Benecken | Letland Andris Šics Juris Šics        | Letland Oskars Gudramovičs Pēteris Kalniņš      |
| 9 tot en met 25 februari 2018: Olympische Winterspelen 2018 in Pyeongchang (telt niet mee voor wereldbeker) |             |           |                                       |                                       |                                                 |

### Eindstanden
| Algemene wereldbeker | Algemene wereldbeker                 | Algemene wereldbeker | Algemene wereldbeker |
| #                    | Atleet                               | Land                 | Punten               |
| -------------------- | ------------------------------------ | -------------------- | -------------------- |
| 1                    | Toni Eggert Sascha Benecken          | GER                  | 1170                 |
| 2                    | Tobias Wendl Tobias Arlt             | GER                  | 911                  |
| 3                    | Peter Penz Georg Fischler            | AUT                  | 836                  |
| 4                    | Andris Šics Juris Šics               | LAT                  | 719                  |
| 5                    | Matt Mortensen Jayson Terdiman       | USA                  | 588                  |
| 6                    | Robin Johannes Geueke David Gamm     | GER                  | 524                  |
| 7                    | Ludwig Rieder Patrick Rastner        | ITA                  | 523                  |
| 8                    | Aleksandr Denisjev Vladislav Antonov | RUS                  | 507                  |
| 9                    | Tristan Walker Justin Snith          | CAN                  | 504                  |
| 10                   | Oskars Gudramovičs Pēteris Kalniņš   | LAT                  | 456                  |

| Sprintwereldbeker | Sprintwereldbeker              | Sprintwereldbeker | Sprintwereldbeker |
| #                 | Atleet                         | Land              | Tijd              |
| ----------------- | ------------------------------ | ----------------- | ----------------- |
| 1                 | Andris Šics Juris Šics         | LAT               | 2.10,603          |
| 2                 | Matt Mortensen Jayson Terdiman | USA               | 2.10,810          |
| 3                 | Tobias Wendl Tobias Arlt       | GER               | 2.11,036          |
| 4                 | Tristan Walker Justin Snith    | CAN               | 2.11,630          |
| 5                 | Ludwig Rieder Patrick Rastner  | ITA               | 2.11,927          |

## Vrouwen individueel

### Uitslagen
| Datum | Plaats      | Opmerking | Eerste               | Tweede               | Derde                |
| --- | ----------- | --------- | -------------------- | -------------------- | -------------------- |
| 19/11/2017                                                                                                  | Innsbruck   |           | Natalie Geisenberger | Dajana Eitberger     | Tatjana Hüfner       |
| 26/11/2017                                                                                                  | Winterberg  |           | Natalie Geisenberger | Tatjana Hüfner       | Summer Britcher      |
| 26/11/2017                                                                                                  | Winterberg  | Sprint    | Emily Sweeney        | Summer Britcher      | Natalie Geisenberger |
| 03/12/2017                                                                                                  | Altenberg   |           | Natalie Geisenberger | Tatjana Hüfner       | Dajana Eitberger     |
| 09/12/2017                                                                                                  | Calgary     |           | Tatjana Hüfner       | Alex Gough           | Natalie Geisenberger |
| 16/12/2017                                                                                                  | Lake Placid |           | Natalie Geisenberger | Alex Gough           | Kimberley McRae      |
| 16/12/2017                                                                                                  | Lake Placid | Sprint    | Dajana Eitberger     | Alex Gough           | Natalie Geisenberger |
| 07/01/2018                                                                                                  | Königssee   |           | Natalie Geisenberger | Dajana Eitberger     | Jessica Tiebel       |
| 14/01/2018                                                                                                  | Oberhof     |           | Dajana Eitberger     | Natalie Geisenberger | Tatjana Hüfner       |
| 21/01/2018                                                                                                  | Lillehammer |           | Summer Britcher      | Natalie Geisenberger | Julia Taubitz        |
| 21/01/2018                                                                                                  | Lillehammer | Sprint    | Summer Britcher      | Viktoria Demtsjenko  | Natalie Geisenberger |
| 28/01/2018                                                                                                  | Sigulda     |           | Tatjana Ivanova      | Natalie Geisenberger | Sandra Robatscher    |
| 28/01/2018                                                                                                  | Sigulda     | Sprint    | Tatjana Ivanova      | Natalie Geisenberger | Kendija Aparjode     |
| 9 tot en met 25 februari 2018: Olympische Winterspelen 2018 in Pyeongchang (telt niet mee voor wereldbeker) |             |           |                      |                      |                      |

### Eindstanden
| Algemene wereldbeker | Algemene wereldbeker | Algemene wereldbeker | Algemene wereldbeker |
| #                    | Atleet               | Land                 | Punten               |
| -------------------- | -------------------- | -------------------- | -------------------- |
| 1                    | Natalie Geisenberger | GER                  | 1120                 |
| 2                    | Dajana Eitberger     | GER                  | 754                  |
| 3                    | Summer Britcher      | USA                  | 726                  |
| 4                    | Alex Gough           | CAN                  | 697                  |
| 5                    | Tatjana Hüfner       | GER                  | 695                  |
| 6                    | Tatjana Ivanova      | RUS                  | 635                  |
| 7                    | Erin Hamlin          | USA                  | 539                  |
| 8                    | Julia Taubitz        | GER                  | 473                  |
| 9                    | Sandra Robatscher    | ITA                  | 464                  |
| 10                   | Kimberley McRae      | CAN                  | 451                  |

| Sprintwereldbeker | Sprintwereldbeker    | Sprintwereldbeker | Sprintwereldbeker |
| #                 | Atleet               | Land              | Tijd              |
| ----------------- | -------------------- | ----------------- | ----------------- |
| 1                 | Natalie Geisenberger | GER               | 2.18,458          |
| 2                 | Summer Britcher      | USA               | 2.18,801          |
| 3                 | Tatjana Ivanova      | RUS               | 2.19,003          |
| 4                 | Alex Gough           | CAN               | 2.19,107          |
| 5                 | Sandra Robatscher    | ITA               | 2.20,320          |
| 6                 | Erin Hamlin          | USA               | 2.20,615          |

## Landenwedstrijd
De landenwedstrijden (officieel: Viessmann Team Relay World Cup presented by BMW) vinden plaats in de vorm van een estafette, waarbij de volgende rodelslee van het team pas van start mag gaan als de voorgaande rodelslee is gefinisht, de startvolgorde kan per wedstrijd verschillen.

#### Uitslagen
| Datum | Plaats    | Eerste                                                                           | Tweede                                                                      | Derde                                                                                 |
| --- | --------- | -------------------------------------------------------------------------------- | --------------------------------------------------------------------------- | ------------------------------------------------------------------------------------- |
| 19/11/2017                                                                                                  | Innsbruck | Duitsland Natalie Geisenberger Felix Loch Toni Eggert/Sascha Benecken            | Canada Alex Gough Mitchel Malyk Tristan Walker/Justin Snith                 | Rusland Jekaterina Batoerina Semjon Pavlitsjenko Aleksandr Denisyev/Vladislav Antonov |
| 03/12/2017                                                                                                  | Altenberg | Duitsland Natalie Geisenberger Felix Loch Toni Eggert/Sascha Benecken            | Oostenrijk Miriam Kastlunger Wolfgang Kindl Peter Penz/Georg Fischler       | Italië Sandra Robatscher Emanuel Rieder Ivan Nagler/Fabian Malleier                   |
| 09/12/2017                                                                                                  | Calgary   | Duitsland Tatjana Hüfner Felix Loch Toni Eggert/Sascha Benecken                  | Canada Alex Gough Samuel Edney Tristan Walker/Justin Snith                  | Oostenrijk Miriam Kastlunger Wolfgang Kindl Peter Penz/Georg Fischler                 |
| 07/01/2018                                                                                                  | Königssee | Italië Andrea Vötter Dominik Fischnaller Ivan Nagler/Fabian Malleier             | Verenigde Staten Summer Britcher Tucker West Matt Mortensen/Jayson Terdiman | Oostenrijk Birgit Platzer Wolfgang Kindl Peter Penz/Georg Fischler                    |
| 14/01/2018                                                                                                  | Oberhof   | Duitsland Dajana Eitberger Felix Loch Toni Eggert/Sascha Benecken                | Letland Elīza Cauce Artūrs Dārznieks Andris Šics/Juris Šics                 | Oostenrijk Hannah Prock Reinhard Egger Peter Penz/Georg Fischler                      |
| 28/01/2018                                                                                                  | Sigulda   | Rusland Tatjana Ivanova Semjon Pavlitsjenko Aleksandr Denisyev/Vladislav Antonov | Duitsland Natalie Geisenberger Felix Loch Toni Eggert/Sascha Benecken       | Letland Kendija Aparjode Artūrs Dārznieks Andris Šics/Juris Šics                      |
| 9 tot en met 25 februari 2018: Olympische Winterspelen 2018 in Pyeongchang (telt niet mee voor wereldbeker) |           |                                                                                  |                                                                             |                                                                                       |

### Eindstand
| Algemene wereldbeker | Algemene wereldbeker | Algemene wereldbeker | Algemene wereldbeker |
| #                    | Land                 | Punten               |                      |
| -------------------- | -------------------- | -------------------- | -------------------- |
| 1                    | Duitsland            | 485                  |                      |
| 2                    | Oostenrijk           | 400                  |                      |
| 3                    | Canada               | 381                  |                      |
| 4                    | Letland              | 370                  |                      |
| 5                    | Rusland              | 367                  |                      |
| 6                    | Verenigde Staten     | 350                  |                      |
| 7                    | Italië               | 326                  |                      |
| 8                    | Polen                | 219                  |                      |
| 9                    | Roemenië             | 196                  |                      |
| 10                   | Slowakije            | 191                  |                      |